# Trichocladium canadense
Trichocladium canadense är en svampart som beskrevs av S. Hughes 1959. Trichocladium canadense ingår i släktet Trichocladium och familjen Chaetomiaceae.   Inga underarter finns listade i Catalogue of Life.